# ルナ・ゲートの彼方
『ルナ・ゲートの彼方』（ルナ・ゲートのかなた 原題：Tunnel In The Sky）は、アメリカ合衆国のSF作家ロバート・A・ハインラインが書いた長編SF小説である。

## あらすじ
パトリック・ヘンリー・ハイスクールの掲示板に、次のような文面が張り出された。「特別連絡事項。単独サバイバル試験。あらゆる環境や地形が予想される惑星において、48時間以上10日以内の期間、生存していること。いかなる装備・武器の持参も可能」。
この試験に、ロッド・ウォーカーほか十数名の生徒が参加することになった。月面に設置された恒星間ゲートを通って、人間が生存できる無人の惑星へ超時空ジャンプするのだ。ロッドたちは、とある地球型惑星の表面へ散らばるように降ろされた。回収のためのゲートが閉ざされることも知らずに…。

## 主な登場人物
- ロッド・ウォーカー - ハイスクールの生徒。本作の主人公。
- ジミー・スクルトン - ハイスクールの生徒。ロッドの親友。
- ボブ・バクスター - ハイスクールの生徒。
- カーメン・ガルシア - ハイスクールの女生徒。

## 日本語訳書誌情報
- 『ルナ・ゲートの彼方』 森下弓子訳 創元推理文庫 1989年3月 ISBN 4-488-61809-X